# Lister Cars

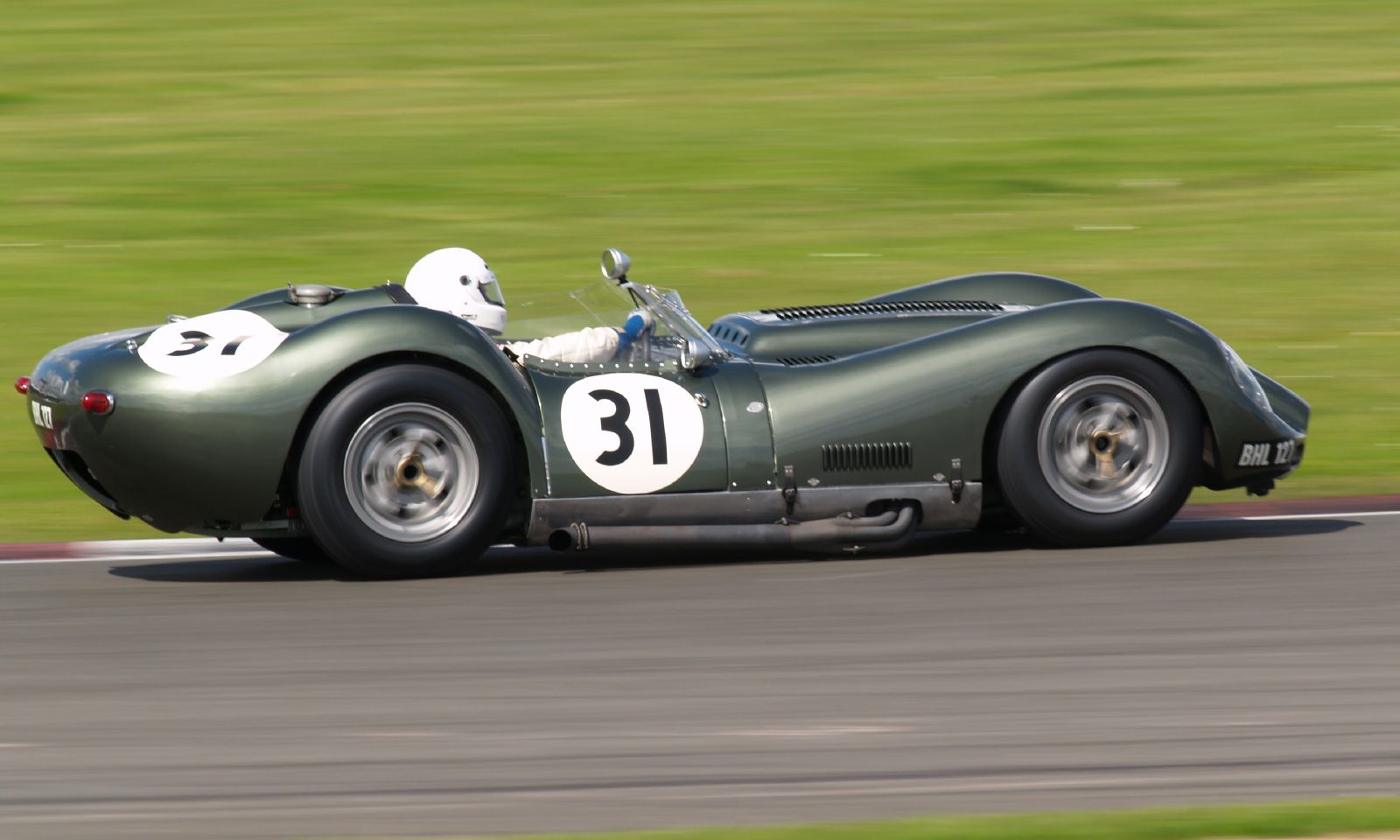
Lister mit Chevrolet-Motor beim Silverstone Classic

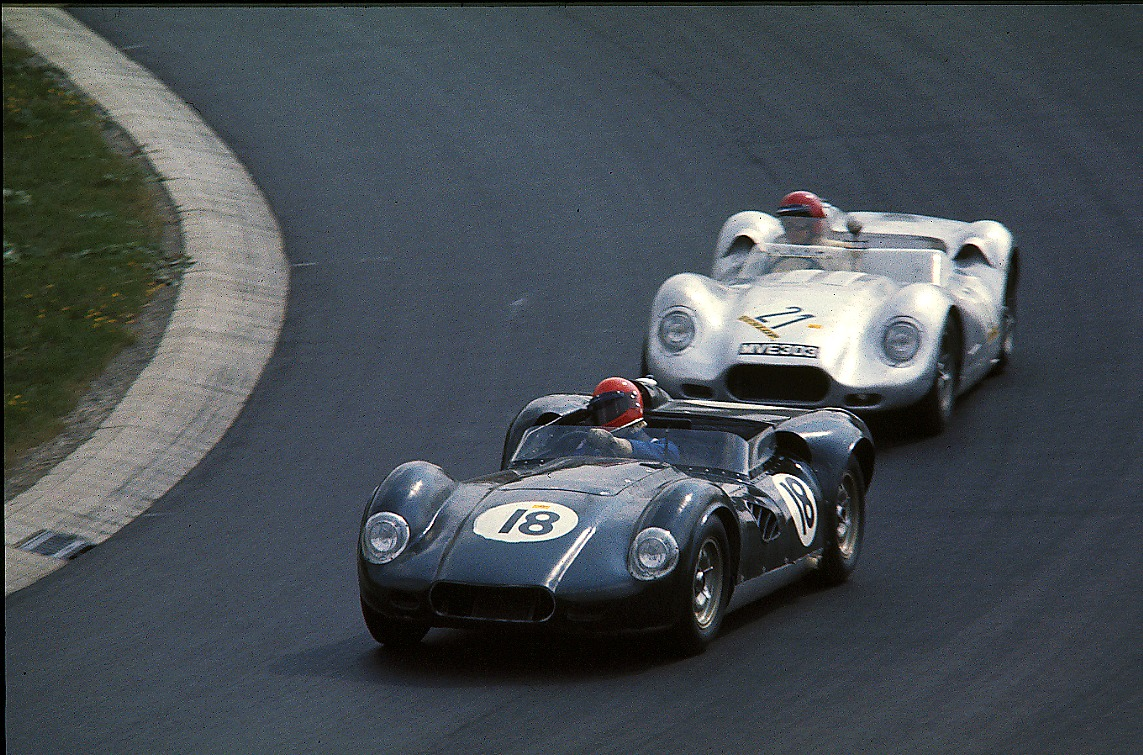
Lister-Jaguar auf dem Nürburgring

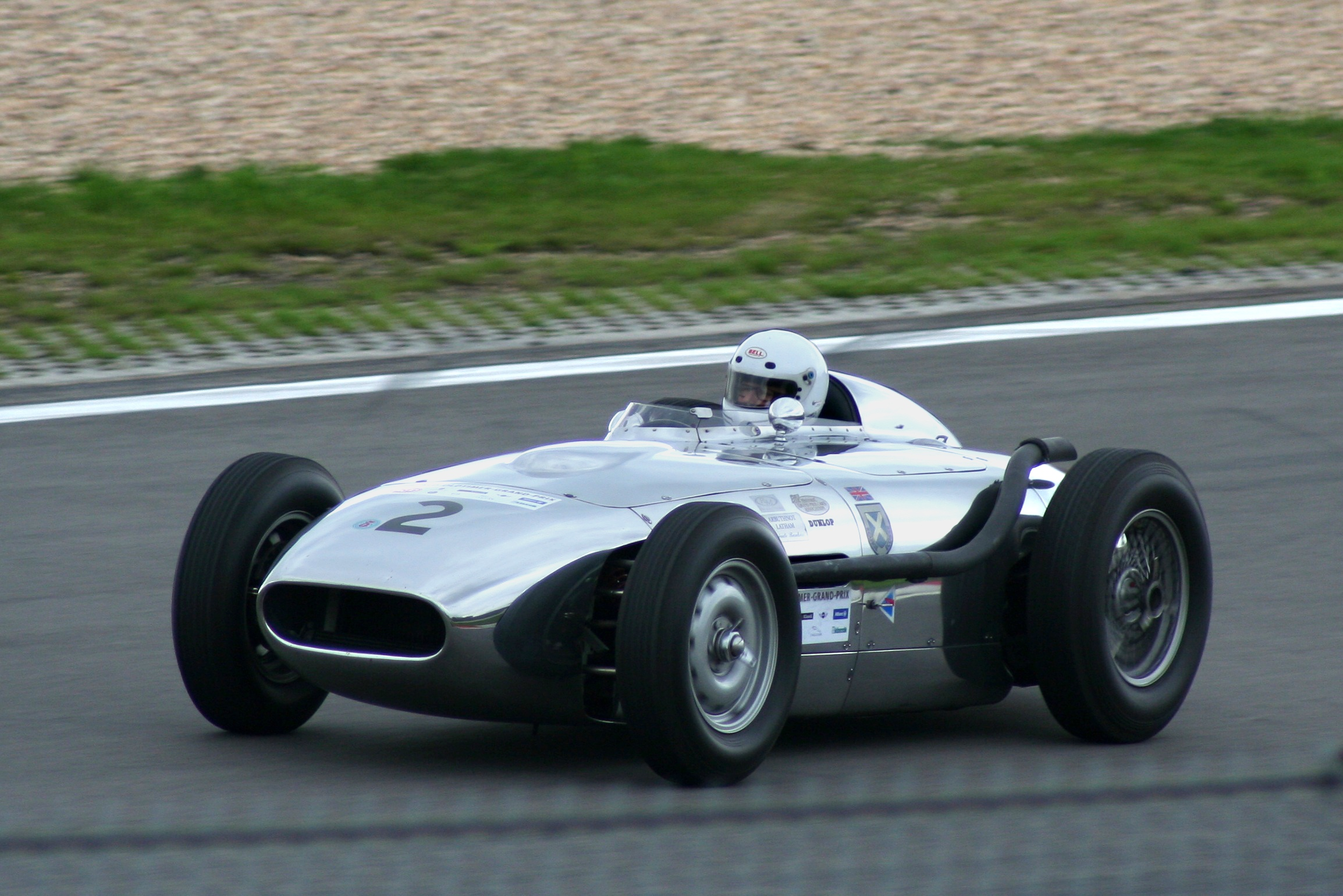
Monza Lister-Jaguar, Baujahr 1958, beim AvD-Oldtimer-Grand-Prix 2011

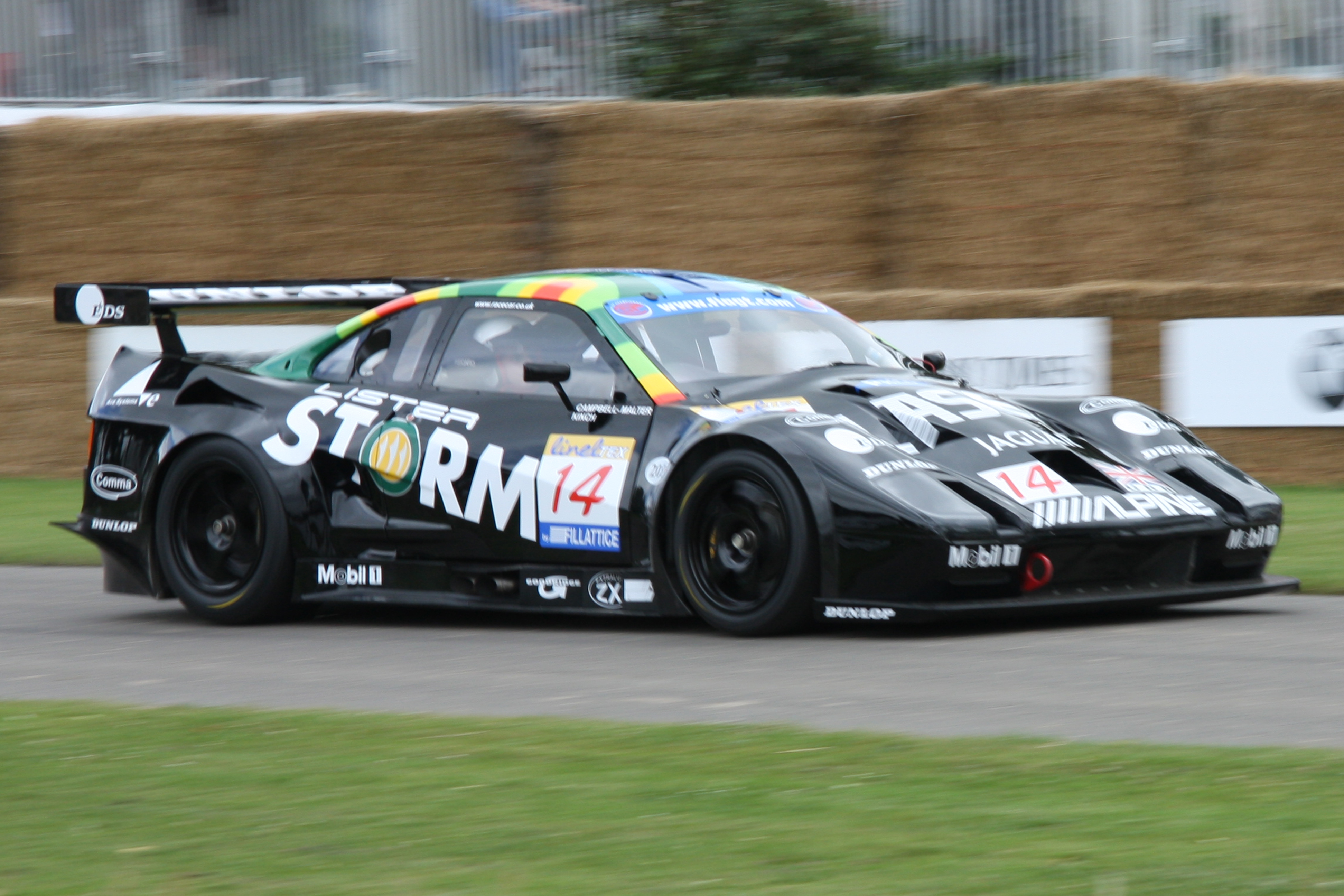
Lister Storm GTS in der Lackierung der Saison 2003

Lister ist eine englische Automarke, die 1954 von Brian Lister gegründet wurde.

## Lister-Sportwagen
1954 begann Brian Lister, ein britischer Rennfahrer, mit dem Bau von Sportwagen. In seiner Fabrik in Cambridge entstanden in den 1950er Jahren 34 Fahrzeuge, die zunächst von MG- oder Bristol-Motoren angetrieben wurden. Ab 1957 kamen Jaguar-Motoren zum Einsatz und die Zweisitzer wurden unter dem Namen Lister-Jaguar bei Sportwagenrennen dieser Epoche harte Gegner der Jaguar D-Type und der Aston Martin. Einige Fahrzeuge erhielten eine aerodynamisch optimierte  Karosserie, die Frank Costin entworfen hatte. Trotz dieser Erfolge stellte Brian Lister nach dem tödlichen Unfall von Archie Scott-Brown 1959 die Produktion von Sportwagen weitgehend ein. Lediglich für die 24 Stunden von Le Mans entwickelte er 1962/1963 noch ein Lister-Coupé mit einer Aluminiumkarosserie, die ebenfalls von Frank Costin kam. Es blieb bei diesem Einzelstück, das beim Einsatz in Le Mans 1963 keinen Erfolg hatte und das Ende von Lister bedeutete.
1986 wurde die Marke vom britischen Ingenieur und Finanzier Laurence Pearce wieder zum Leben erweckt. Zuerst betätigte man sich als Tuningunternehmen, das Jaguar XJS teilweise für Renneinsätze umrüstete. So entstanden Mitte der 1980er Jahre 90 getunte Fahrzeuge. Die finanziellen Erfolge dieser Tätigkeit führten 1990 zum Bau eines neuen Lister. Der Lister Storm GT, ausgerüstet mit einem Jaguar-V12-Motor, wurde ab 1993 gebaut. Zuerst als Rennfahrzeug geplant, gab es 1993 davon auch eine Straßenversion. Zu Beginn der neuen FIA-GT-Meisterschaft war der Lister Storm GT dort Ende der 1990er Jahre sogar das dominierende Fahrzeug.
Mit dem Bau des Lister Storm LMP für die große Klasse bei den 24 Stunden von Le Mans ging das kleine Unternehmen ein erhebliches Risiko ein, das dessen Kapazitäten überstieg. Der LMP konnte nie an die Erfolge des GT-Sportwagens anschließen, und auch die Weiterentwicklung blieb durch die Konzentration auf das Le-Mans-Projekt Stückwerk.
Nach frühen Ausfällen 2005 und 2006 verzichtete Lister ab 2007 auf weitere Einsätze.
2018 präsentierte der Hersteller mit dem LFT-666 ein auf 99 Exemplare limitiertes Modell, das auf dem Jaguar F-Type Coupé basiert. Angetrieben wird der Sportwagen von einem Fünfliter-Kompressormotor, der es auf eine maximale Leistung von 490 kW (666 PS) bringt. Im März 2019 wurde das Modell als auf zehn Exemplare limitiertes Cabrio vorgestellt.
Im selben Jahr wurde mit dem LFP ein auf dem Jaguar F-Pace basierendes SUV vorgestellt. Angetrieben wird der LFP vom Fünfliter-Kompressormotor, der es auf eine maximale Leistung von 499 kW (679 PS) bringt. Damit soll das Fahrzeug in 3,5 Sekunden auf 60 mph (96,5 km/h) beschleunigen. Die Höchstgeschwindigkeit gibt der Hersteller mit 200 mph (321,9 km/h) an.

## Lister-Monoposti
Lister wird gewöhnlich nur im Zusammenhang mit Sportwagen erwähnt. Brian Lister baute aber auch Monopostos. 1956 entwickelte das Team einen Formel-2-Rennwagen mit einem Gitterrahmen aus Vierkantrohr. Als Antrieb diente ein Coventry-Climax-FPE-Motor mit einem Bristol-Getriebe. Der Motor war vor dem Fahrer versetzt und geneigt eingebaut. Das Fahrzeug war sehr klein und erwies sich als Fehlschlag.
Lister ließ sich jedoch nicht beirren und baute 1957 einen weiteren Formel-2-Wagen, der nicht ganz so winzig war und rundum überzeugender wirkte. Das Cockpit wurde durch einen verlängerten Radstand so weit wie möglich zurückverlegt. Der erste Einsatz in Goodwood verlief wieder nicht erfolgreich. Dem Wagen fehlte die Wettbewerbsfähigkeit, sodass er zurückgezogen werden musste. Lister verfolgte das Projekt dennoch weiter und baute den Wagen um. Aber der als Fahrer vorgesehene Archie Scott-Brown starb nach einem Unfall beim Rennen in Spa und Lister stellte das Projekt ein.
Ein spezielles Fahrzeug baute Lister für das Rennen der zwei Welten 1958. Ein Lister-Sportwagen bekam eine Aluminium-Karosserie nach dem Reglement der 500 Meilen von Indianapolis. Der Einsitzer, als Lister Monzanapolis bezeichnet, wurde von Jack Fairman gefahren, der sich mit dem Wagen aber nicht im Vorderfeld platzieren konnte.